# 刺猬索尼克 (角色)
刺猬索尼克是一个电子游戏人物，也是世嘉公司的吉祥物，诞生於1990年，由中裕司創作，大島直人設計角色形象。刺猬索尼克是《刺猬索尼克系列》的主角，拥有超过音速的奔跑速度，被称为“世界上最快的刺猬”。以索尼克为主人公的電玩游戏曾在多个平台發售，所有相關遊戲系列的累计销量於2011年時已達8900万份。以它为主角的动画、漫画作品也风靡全球。其主要創作者曾為中裕司、大島直人以及安原廣和，現時由飯塚隆接手。截至2019年，包含免費的下載遊戲，全系列遊戲累計已向全球提供了9億2000萬份。
值得注意的是，索尼克首次出现并不是在1991年6月23日發行的电子游戏《刺猬索尼克》中，而是於1990年10月3日發行的街機遊戲《刺激赛车》中，以樣式的吊飾方式出現。

## 使用名稱
台灣
稱為「音速小子」，然而官方为推进统一的称呼，近年来官方使用「索尼克」作为官方翻译名称。
香港
習慣称为“超音鼠”，或直接叫“SONIC”，也有人因為《音速小子X》動畫的影響而會習慣叫「音速小子」。
中國大陸
習慣稱之為“索尼克”或“超音鼠”，但是因為“SONIC”本身是刺蝟而非老鼠，所以“超音鼠”此名被淘汰。“索尼克”為日文或英文Sonic直接翻譯而來，把Sonic的氣音也一起翻進去。
歐美
翻譯較直接，“Sonic The Hedgehog”，連遊戲中Sonic在自我介紹時，也是把“Sonic The Hedgehog”當作自己的全名。

## 出场动画
刺猬索尼克历险记：作为主角
音速小子 (动画):作为主角
Sonic Underground:作为主角
索尼克X：作为主角
 ：作为主角
世嘉硬件女孩：于第7话出场
索尼克回家大冒險（Sonic Prime）:作為主角

## 電影
- 音速小子於迪士尼電影《無敵破壞王》及《無敵破壞王2：網路大暴走》中登場，由在遊戲系列中為同一角色配音的羅傑·克雷格·史密斯配音。
- 2020年電影《音速小子》、2022年電影《音速小子2》與2024年電影《音速小子3》，音速小子由本·施瓦茨配音。

## 外部連結
- Sonic Channel (日本音速小子官方網站)（页面存档备份，存于）
- Sonic the Hedgehog (美國音速小子官方網站) （页面存档备份，存于）
- Sonic City (歐洲音速小子官方網站)
- Sonic Central (美國音速小子旧官方網站)
- Sonic Hub (中文音速小子非官方網站) （页面存档备份，存于）
- Sonicpedia (中文索尼克非官方網站) （页面存档备份，存于）